# Ribbeck (Nauen)
Ribbeck ist ein Ortsteil der Stadt Nauen im Landkreis Havelland in Brandenburg.

## Nachbarorte
- Lindholzfarm, Wohnplatz von Selbelang, Ortsteil der Gemeinde Paulinenaue
- Berge, Ortsteil der Stadt Nauen
- Sandkrug, Wohnplatz von Groß Behnitz, Ortsteil der Stadt Nauen
- Klein Behnitz, Ortsteil der Stadt Nauen
- Selbelang, Ortsteil der Gemeinde Paulinenaue

## Geografie
Ribbeck liegt auf einer Höhe von 35 m ü. NHN etwa neun Kilometer nordwestlich von Nauen an der Bundesstraße 5 zwischen Nauen und Pessin. Der Ort hat eine Fläche von 20,55 km² und 383 Einwohner (Stand: 31. Dezember 2002). Dies entspricht einer Bevölkerungsdichte von 19 Einwohnern pro Quadratkilometer. Östlich Ribbecks beginnt die eiszeitlich gebildete Beetzseerinne, die sich nach Südosten bis Brandenburg an der Havel zieht.

## Politik
Der ehrenamtliche Ortsvorsteher ist Gordon Gaschler (LWN). (Stand: Kommunalwahl am 26. Mai 2019)

## Geschichte

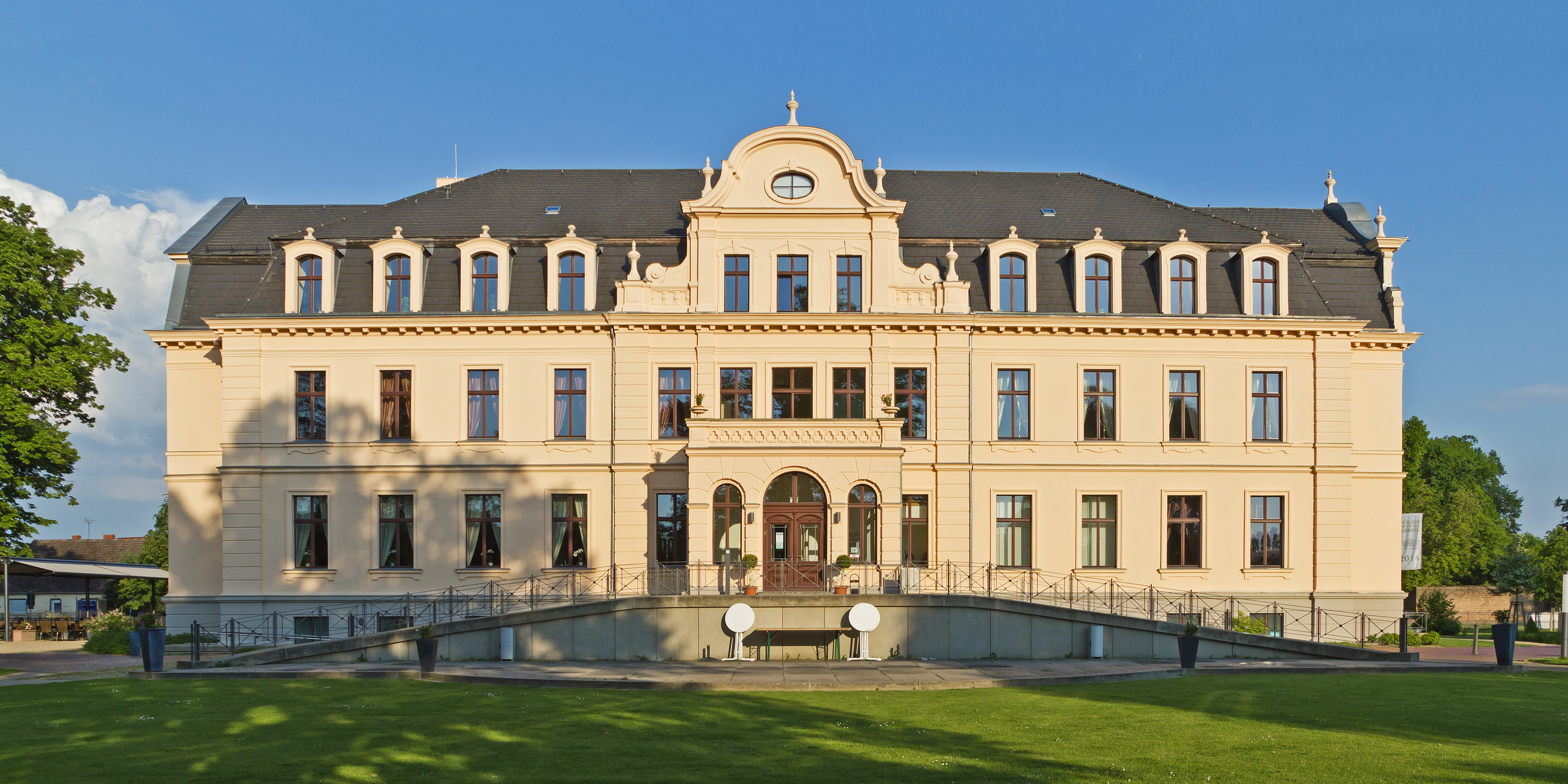
Schloss Ribbeck

Das Dorf Ribbeck selbst wurde 1375 im Landbuch Kaiser Karls IV. erstmals urkundlich im Zusammenhang mit der Familie von Ribbeck und ihren Rittergütern benannt. Bereits am 4. August 1237 wurde Henricus de Ritbeke bei der Bestätigung einer Schenkung des Bischofs Gernand durch das Domkapitel zu Brandenburg an der Havel erwähnt. 1282 wurde Johann von Ribbeck urkundlich erwähnt. 1354 wurden die von Bredow für eine Generation Lehnsherren in Ribbeck. Bereits 1374 wurden die von Ribbeck wieder mit dem Dorf belehnt und waren bis 1945 die Besitzer des Gutes. Neben dem Ribbeck’schen Gut gab es zwischen 1706 und 1828 noch ein weiteres Gut in Ribbeck, das Gut der Familie von Bardeleben. 1856 wurde das Dorf bis auf das Gutshaus, die Kirche und zwei Gehöfte Opfer eines Feuers.
Der Fideikommissherr auf Ribbeck und Bagow Hans Georg Karl Anton von Ribbeck (* 5. Juli 1880; † 15. Februar 1945) war der letzte Gutsherr aus dem Hause von Ribbeck im Dorf Ribbeck. 1944 wurde er als bekennender und überzeugter Monarchist und NS-Gegner verhaftet, ins Konzentrationslager Sachsenhausen verbracht und dort umgebracht. 1994 wurde zur Erinnerung an ihn ein Gedenkstein auf dem Familienfriedhof aufgestellt.
Vom 20. September 1901 bis zum 1. April 1961 war Ribbeck ein Haltepunkt an der Kreisbahn Rathenow-Senzke-Nauen.

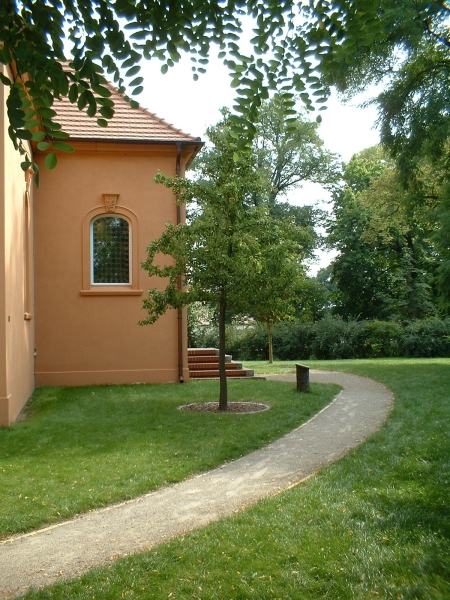
Neuer Birnbaum neben der Kirche

Am 26. Oktober 2003 wurde Ribbeck nach Nauen eingemeindet.
Am 21. Januar 2024 ereignete sich ein Meteoritenfall in Ribbeck. Um 01:32 MEZ trat der Asteroid 2024 BX1 in die Erdatmosphäre ein. Wenige Tage später wurden Fragmente des Asteroiden auf den Feldern um Ribbeck herum gefunden. Der Meteorit trägt den offiziellen Namen „Ribbeck“.

## Herr von Ribbeck auf Ribbeck im Havelland
Bekannt wurde Ribbeck vor allem durch das Gedicht Herr von Ribbeck auf Ribbeck im Havelland von Theodor Fontane, das an Hans Georg von Ribbeck (1689–1759) erinnert. Der im Gedicht beschriebene Birnbaum auf dem Ribbeck’schen Grab wurde bei einem Sturm am 20. Februar 1911 umgeworfen. Sein Originalstumpf befindet sich heute in der Dorfkirche. Südwestlich der Dorfkirche wurde im Jahr 2000 ein neuer Birnbaum gepflanzt.
In dem von der ARD produzierten Krimi Pfarrer Braun: Heiliger Birnbaum mit Ottfried Fischer in der Hauptrolle spielt auch die Geschichte Ribbecks und seines Birnbaums eine Rolle. Die Folge wurde am 10. April 2008 im Ersten ausgestrahlt und spielte in Ribbeck, wo sie 2007 auch teilweise gedreht wurde.
Friedrich Christian Delius’ Erzählung Die Birnen von Ribbeck spielt im Ort und nimmt Bezug auf Fontanes Gedicht sowie auf die Geschichte Ribbecks.
2007 berichtete der Spiegel, dass sich Ribbeck zum „Tor zum Havelland“ entwickeln solle. Anknüpfend an den von Fontane ausgelösten „Birnenkult“, solle Ribbeck Ausgangspunkt für 38 Reiseziele sein, die Fontane auf seinen Wanderungen durch die Mark Brandenburg aufgesucht haben soll.

## Sehenswürdigkeiten

### Kirche

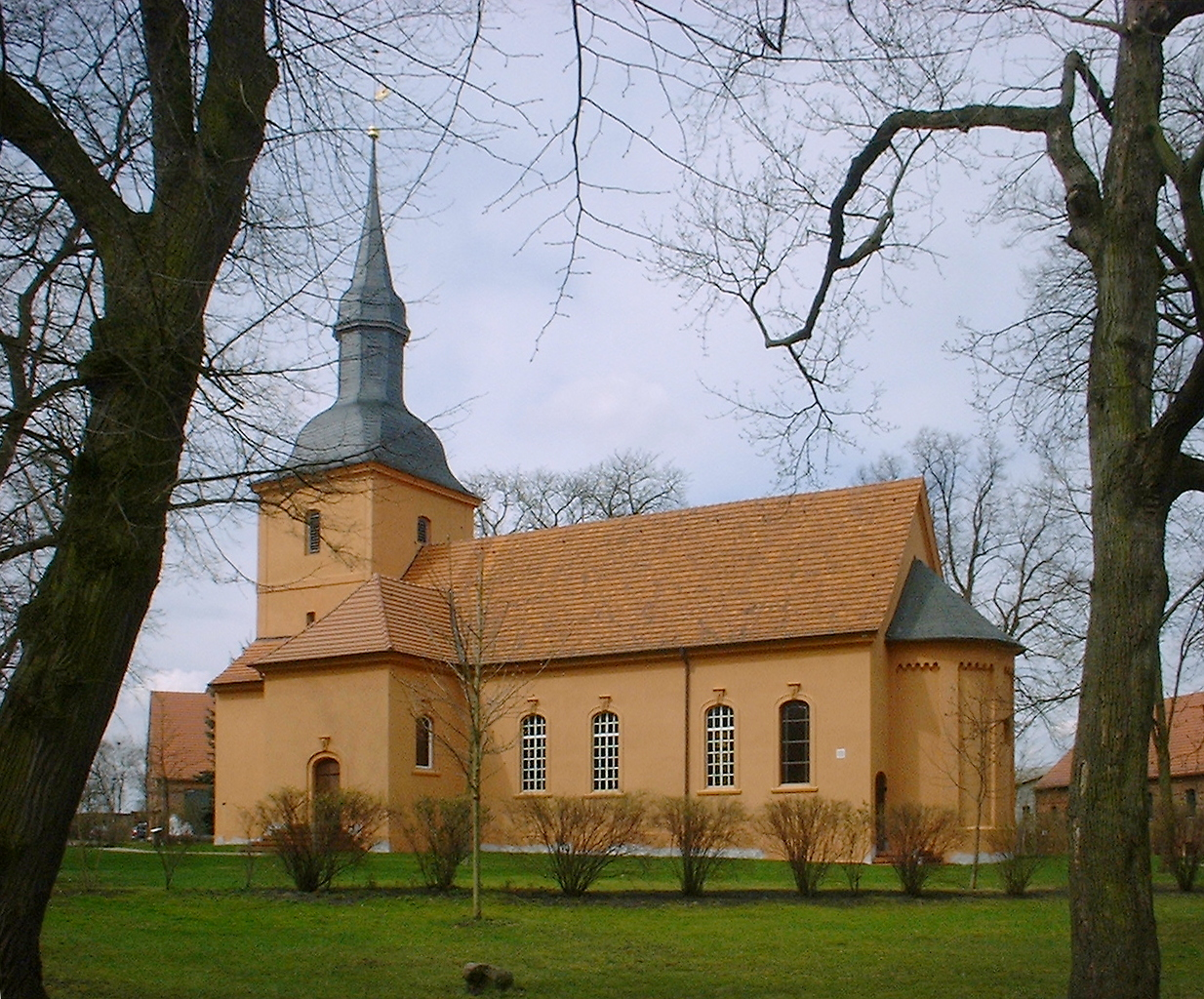
Kirche

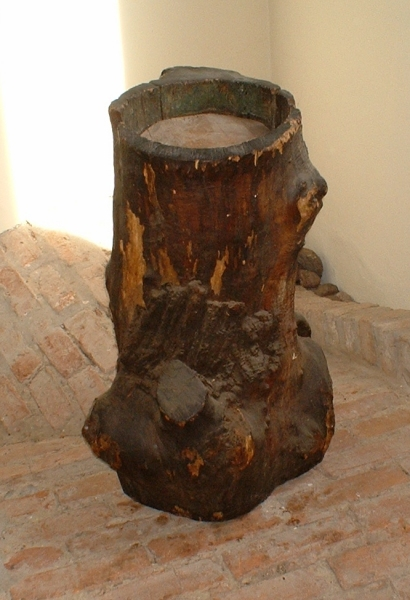
Stamm des alten Birnbaums

Die im Mittelalter erbaute Dorfkirche erhielt 1722 eine umfassende Umgestaltung. Ihre heutige Gestalt bekam sie jedoch erst mit der Verlängerung des Kirchenschiffs Ende des 19. Jahrhunderts. Der Anbau einer Apsis sowie die Ausstattung stammen aus derselben Zeit.

### Schloss Ribbeck
1893 als Familiensitz derer von Ribbeck erbaut, wurde es 1947 enteignet und von 1956 bis 2004 als Alten-/Pflegeheim genutzt. Nach aufwändiger Sanierung wurde das nunmehr im Besitz des Landkreises Havelland befindliche Haus im Juli 2009 als kulturtouristisches Leuchtturmprojekt wiedereröffnet. Es beherbergt unter anderem ein Museum, Veranstaltungsräume und ein Restaurant.

### Weitere Sehenswürdigkeiten

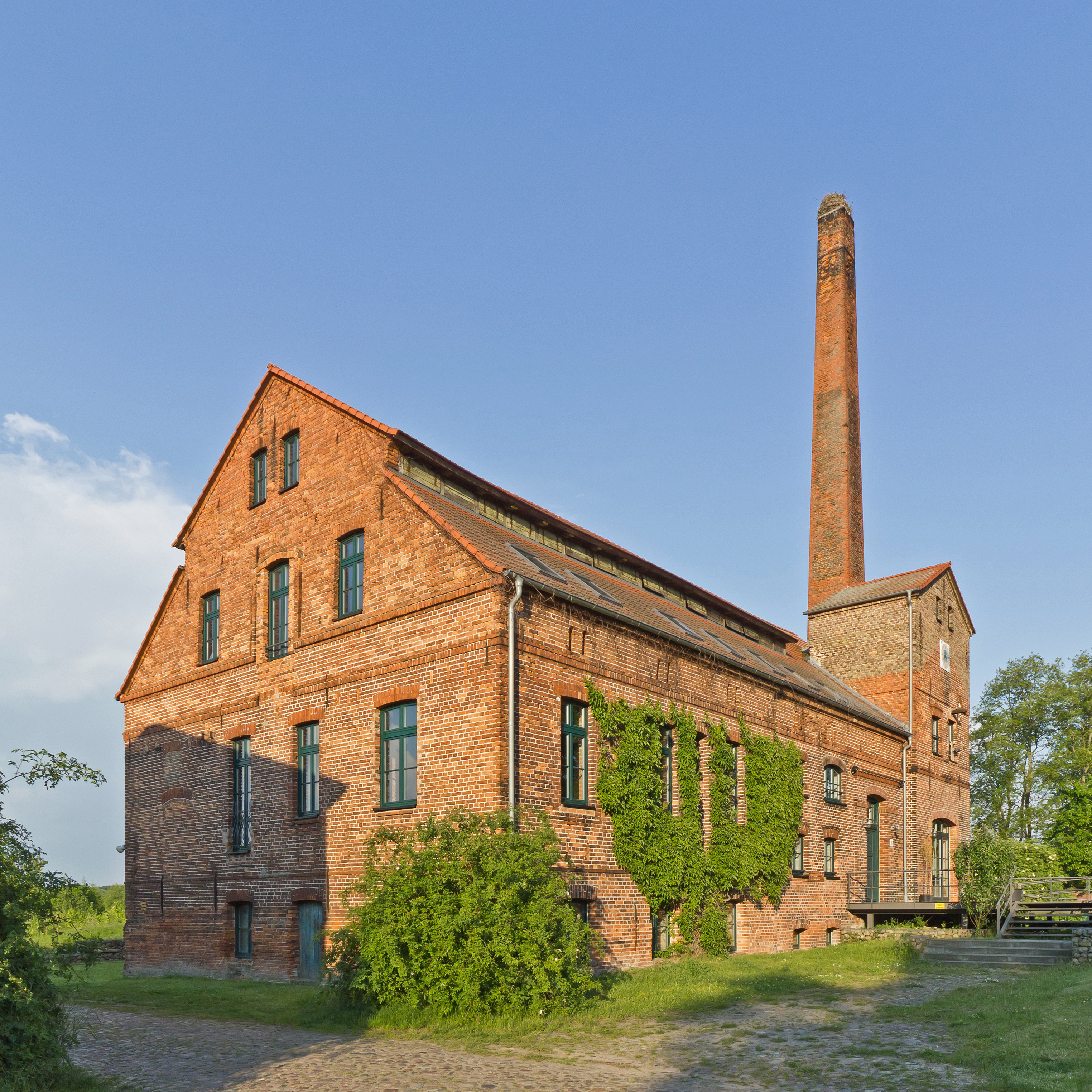
Brennerei im Gutshof

- Alte Schule (mit historischem Klassenraum und Café), früher HO Konsum
- Alte Brennerei, ehemalige Getreidemühle
- Ehemaliges Schweizer-Haus (Mitte des 19. Jahrhunderts erbaut)
- Altes Waschhaus (beherbergt einen Hofladen)
- Birnengarten Ribbeck[9] (Schaugarten mit 14 unterschiedlichen Birnensorten)
- Pfarrgarten (Zugang zwischen Pfarrhaus und Pfarrscheune)
- Ehemalige Gaststätte Zum Birnbaum (Mitte des 19. Jahrhunderts erbaut, bis in die 1950er Jahre mit Tankstelle)
- Café Theodor, früher: Kinderheim, Kindergarten zur DDR-Zeit
- nördlich von Ribbeck liegt  der Flugplatz Bienenfarm, an dem Oldtimer-Flugzeuge stationiert sind